# Alpenus whalleyi
Alpenus whalleyi är en fjärilsart som beskrevs av Watson 1988. Alpenus whalleyi ingår i släktet Alpenus och familjen björnspinnare. Inga underarter finns listade i Catalogue of Life.